# Autostrada A7 (Romania)
L'autostrada A7, denominata autostrada Moldovei, è un'autostrada in costruzione in Romania. Sarà a quattro corsie, lunga 329 km, collegando Ploiești a Pascani attraverso la regione della Moldavia.

## Progetto
L'autostrada collegherà le seguenti città: Ploiești, Focșani, Buzău, Adjud, Bacău, Roman e Pașcani.
Il primo tratto completato è stato il passante di Bacău, lungo in totale 30,70 km, con 20,3 km facenti parte del tracciato dell'A7 di cui 16,27 a profilo autostradale, aperto al traffico il 2 dicembre 2020. I lavori sono iniziati all'inizio del 2019 e sono stati eseguiti dalla società Spedition - UMB SRL - Tehnostrade SRL.
Il tratto tra Ploiești e Buzău è diviso in tre lotti:
- Lot 1 A3 Dumbrava - Mizil (21,00km) Contratto firmato a giugno 2022: Associazione Impresa Pizzarotti & Retter Project Management SRL, prezzo 1.468.550.055,22 lei senza IVA, apertura prevista nel 2024[5].

- Lot 2 Mizil - Pietroasele (28,35km) Contratto firmato a giugno 2022: Associazione Coni SRL - Trace Group, prezzo 1,25 miliardi lei senza IVA, apertura prevista nel 2024[6].

- Lot 3 Pietroasele - Buzău (13,90km) Vincitore appalto scelto a febbraio 2022: Associazione Drum Asfalt-Ilgaz-OPR-Obras-Trameco[7].

Il tratto tra Buzău e Focșani è diviso in quattro lotti, e sono stati messi in licitazione nel febbraio 2022:
- Lot 1 Buzău - Vadu Pașii (4,60km).

- Lot 2 Vadu Pașii - Râmnicu Sărat (30,80km).

- Lot 3 Râmnicu Sărat - Mandresti (36,10km).
- Lot 4 Mandresti - Focșani Nord (10,94km).

I tratti rimanenti (Focșani - Centura Bacău Sud) e (Centura Bacău Nord - Pașcani) sono ancora in stato di pianificazione del tracciato.

## Cronologia aperture
- 2 dicembre 2020: tangenziale di Bacău (16,269 km).[10]
- 7 novembre 2024: Mândrești-Munteni - Focșani (Buzău-Focșani lotto 4; 10,94 km).[11]
- 21 novembre 2024: Buzău–Râmnicu Sărat (30.8 km).[12][13]
- 20 dicembre 2024: Mândrești-Munteni – Râmnicu Sărat (36.1 km).[14]
- 23 dicembre 2024: A3 (Dumbrava) – Mizil (21 km).[15]

## Tabella percorso
| Autostrada A7 Ploiești - Buzău - Focșani - Bacău - Pașcani |                                           |       |          |
| Tipo                                                       | Indicazione                               | ↓km↓  | Strada   |
| Dumbrava – Mizil (23 km)                                   |                                           |       |          |
|                                                            | Dumbrava                                  | km 0  |          |
|                                                            | Cricovul Sărat                            | km 10 |          |
|                                                            | Albești-Paleologu                         | km 11 | DN1D     |
|                                                            | Mizil fine autostrada in esercizio        | km 23 |          |
| Focsani-Buzau                                              |                                           |       |          |
|                                                            | Buzău Vest                                |       | DN2B     |
|                                                            | fiume Buzău                               |       |          |
|                                                            | Buzău Nord                                | km 67 |          |
|                                                            | Râmnicu Sărat                             |       |          |
|                                                            | Râmnicu Sărat                             |       | DN22     |
|                                                            | Căiata/Bogza                              |       |          |
|                                                            | Slobozia Ciorăști                         |       |          |
|                                                            | Milcov                                    |       |          |
|                                                            | Focșani Sud                               |       | DN23     |
|                                                            | Focșani Nord fine autostrada in esercizio |       | DN2      |
| Centura Bacau (20,3 km)                                    |                                           |       |          |
|                                                            | Adjud / Onești                            | km 0  | / DNVO2T |
|                                                            | fiume Bistrița                            | km 2  |          |
|                                                            | Canal Letea                               | km 5  |          |
|                                                            | Vaslui / Bacău                            | km 12 | DN2F     |
|                                                            | Râul Precista                             | km 14 |          |
|                                                            | Râul Precista                             | km 18 |          |
|                                                            | Roman / Piatra Neamț                      | km 20 | / DNVO2U |